# Paul Jabara
Paul Frederick Jabara (New York, 31 gennaio 1948 – Los Angeles, 29 settembre 1992) è stato un cantautore, compositore e attore statunitense.

## Biografia
Originario di Brooklyn, Jabara debuttò nel mondo dello spettacolo recitando nel musical Hair. Prese poi parte ai film del 1969 Un uomo da marciapiede di John Schlesinger e Medea di Pier Paolo Pasolini, nel quale rivestì il ruolo di Pelia.
Trasferitosi in Germania negli anni settanta, divenne amico di Donna Gaines, la futura Donna Summer, con la quale duetterà in varie tracce quali Shut Out (1977), Something's Missing (In My Life) (1978) e Never Lose Your Sense of Humor (1979). La traccia di Donna Summer Last Dance, scritta da Jabara e utilizzata nella pellicola Grazie a Dio è venerdì del 1978, valse a quest'ultimo un Grammy Award alla miglior canzone R&B, un Golden Globe e un Oscar alla miglior canzone originale. Jabara è anche autore in proprio di altre tracce comparse nella colonna sonora del film, quali Disco Queen e Trapped in a Stairway, le quali vennero anche edite su singolo.
Nel 1979 Jabara collaborò ancora una volta con Donna Summer, scrivendo per lei No More Tears (Enough Is Enough), un duetto con Barbra Streisand.
Nel 1983 pubblicò l'album Paul Jabara & Friends, contenente il successo delle Weather Girls It's Raining Men e Eternal Love, interpretata dall'ancora sconosciuta Whitney Houston.
Jabara morì nel 1992, all'età di 44 anni, di AIDS.

## Discografia parziale

### Album
- 1977 – Shut Out (Casablanca Records)
- 1978 – Keeping Time (Casablanca Records)
- 1979 – The Third Album (Casablanca Records)
- 1983 – Paul Jabara & Friends, con The Weather Girls, Leata Galloway & Whitney Houston (CBS Records)
- 1986 – De La Noche: The True Story - A Poperetta, con Leata Galloway (CBS Records)

## Filmografia parziale
- Un uomo da marciapiede (Midnight Cowboy), regia di John Schlesinger (1969)
- Medea, regia di Pier Paolo Pasolini (1969)
- Necropolis, regia di Franco Brocani (1970)
- Happy Days - La banda dei fiori di pesco (The Lords of Flatbush), regia di Martin Davidson e Stephen Verona (1974)
- Una valigia piena di dollari (Peeper), regia di Peter Hyams (1976)
- Grazie a Dio è venerdì (Thank God It's Friday), regia di Robert Klane (1978)